# Vladimir Pchenikin
Vladímir Pchenikin –en bielorruso, Владимир Пченикин– (13 de julio de 1970) es un deportista bielorruso que compitió en esgrima, especialista en la modalidad de espada.
Ganó una medalla de bronce en el Campeonato Europeo de Esgrima de 1998, en la prueba individual. Participó en los Juegos Olímpicos de Sídney 2000, ocupando el sexto lugar en la prueba por equipos.

## Palmarés internacional
| Campeonato Europeo | Campeonato Europeo | Campeonato Europeo | Campeonato Europeo |
| Año                | Lugar              | Medalla            | Prueba             |
| ------------------ | ------------------ | ------------------ | ------------------ |
| 1998               | Plovdiv (Bulgaria) | Medalla de bronce  | Espada individual  |